# Guerre romano-latine
Le guerre romano-latine furono una serie di guerre combattute tra Roma antica (che comprendeva sia il Regno Romano che la Repubblica romana) ed i Latini, dai primi tempi della storia di Roma fino alla sottomissione finale dei Latini come conseguenza della guerra latina.

## Contesto storico
Roma, fondata nell'VIII secolo a.C., vide nei suoi primi anni numerose lotte interne e visse dei periodi molto travagliati caratterizzati da scontri con altre popolazioni dell'Italia centrale. In tali anni, scarsamente documentati dalle fonti (la maggior parte delle informazioni si hanno dall'Ab Urbe condita di Tito Livio, che però scrisse molti secoli dopo, nel I secolo d.C.) Roma si espanse sottomettendo i popoli che la contrastavano, primi tra tutti i Latini, da cui i Romani stessi discendevano e che non vedevano con simpatia l'ascesa della città sul Tevere.

### Casus belli
Le prime discrepanze tra Roma ed i Latini si verificarono sin dall'età monarchica, durante il regno di Anco Marzio. Le lotte con i Latini proseguirono anche durante la Repubblica, prendendo vigore soprattutto dopo l'invasione gallica del 390 a.C.: le città latine, prima sottomesse con un trattato nel 493 a.C., colsero l'occasione per ribellarsi ai Romani, indeboliti dal saccheggio gallico.

## Forze in campo
Gli schieramenti erano, in quanto ad equipaggiamento e organizzazione militare, molto simili: i Romani, infatti, discendevano direttamente dai Latini, i quali erano molto simili alle altre popolazioni che abitavano il centro Italia.

### Romani
In particolare, i Romani, seguendo l'esempio della falange greca, si erano organizzati in legioni: ogni contingente militare era formato da 3 000 fanti e 300 cavalieri. In seguito, secondo la leggenda, venne raddoppiata la leva militare: all'esercito si unirono quindi i Sabini, facendo raggiungere agli schieramenti il numero di 6 000 fanti e 600 cavalieri.
I guerrieri combattevano prevalentemente a piedi con lance, giavellotti, spade di bronzo o di ferro, pugnali ed asce; chi poteva permetterselo combatteva con un'armatura composta da elmo e corazza, mentre gli altri avevano una piccola protezione rettangolare sul petto, davanti al cuore. Gli scudi avevano dimensioni variabili e di forma prevalentemente rotonda, chiamati clipeus o "rotula", usati per la particolare maneggevolezza.

## Fasi delle guerre

### La prima guerra di Roma
I Latini entrarono in guerra per la prima volta con Roma nel VII secolo a.C., durante il regno del re romano Anco Marzio. Secondo Tito Livio la guerra fu scatenata dai Latini che rovinarono le intenzioni di Anco Marzio, che voleva seguire l'esempio di regno pacifico del suo predecessore Numa Pompilio. I Latini inizialmente fecero un'incursione nel territorio romano; quando un'ambasceria romana chiese il risarcimento del danno, i Latini diedero una risposta sprezzante. Anco Marzio di conseguenza dichiarò guerra ai Latini. La dichiarazione è degna di nota in quanto, secondo Livio, fu la prima volta che i Romani dichiararono guerra per mezzo dei riti dei feziali.
Anco Marzio marciò da Roma con un esercito di leva e conquistò la città latina di Politorio con un attacco. I suoi abitanti furono costretti a stabilirsi sul Colle Aventino a Roma come nuovi cittadini, seguendo le tradizioni romane che risalivano alle guerre con i Sabini e gli Albani. Quando gli altri Latini successivamente occuparono la città disabitata di Politorio, Anco Marzio conquistò nuovamente la città e la distrusse. Ulteriori cittadini furono portati a Roma quando il re conquistò le città latine di Telleni e Ficana.
La guerra quindi si concentrò sulla città latina di Medullia, città che aveva una consistente guarnigione ed era ben fortificata. Parecchi scontri si svolsero al di fuori delle mura della città e i Romani alla fine riportarono la vittoria: Anco Marzio tornò quindi a Roma con un grande bottino, mentre altri Latini furono deportati a Roma come cittadini e si stabilirono ai piedi dell'Aventino, presso il Palatino.

### Le guerre di Tarquinio Prisco
Quando Roma era governata da Tarquinio Prisco i Latini entrarono in guerra con la città in due occasioni. 
Nella prima, che secondo i Fasti triumphales si svolse prima del 588 a.C., Tarquinio conquistò la città latina di Apiole con uno scontro, e da lì portò un grande bottino a Roma.
Nella seconda occasione Tarquinio soggiogò l'intero Lazio conquistando sia una serie di città latine sia quelle che si erano ribellate: Cornicolo, l'antica Ficulea, Cameria, Crustumerium, Ameriola, Medullia e Nomentum, prima di accettare la pace.

### La guerra tra Chiusi e Ariccia
Nel 508 a.C. Porsenna, re di Chiusi, (allora nota per essere una delle più potenti città dell'Etruria) partì da Roma dopo aver terminato la sua guerra contro Roma con un trattato di pace. Porsenna invertì la marcia del suo esercito e mandò parte di questo insieme al figlio Aruns ad assediare la città latina di Ariccia. Gli Ariccini chiesero assistenza alla Lega latina e alla città greca di Cuma. Quando gli aiuti giunsero l'esercito Ariccino si spinse oltre le mura della città e gli eserciti uniti si scontrarono con le forze di Chiusi in battaglia. Secondo Livio, gli Etruschi inizialmente circondarono l'esercito di Ariccia, ma i Cumani, con una manovra audace, attaccarono da dietro l'esercito di Aruns ottenendo la vittoria contro i nemici. Livio dice che l'esercito di Chiusi venne distrutto.

### La rivolta di Pomezia

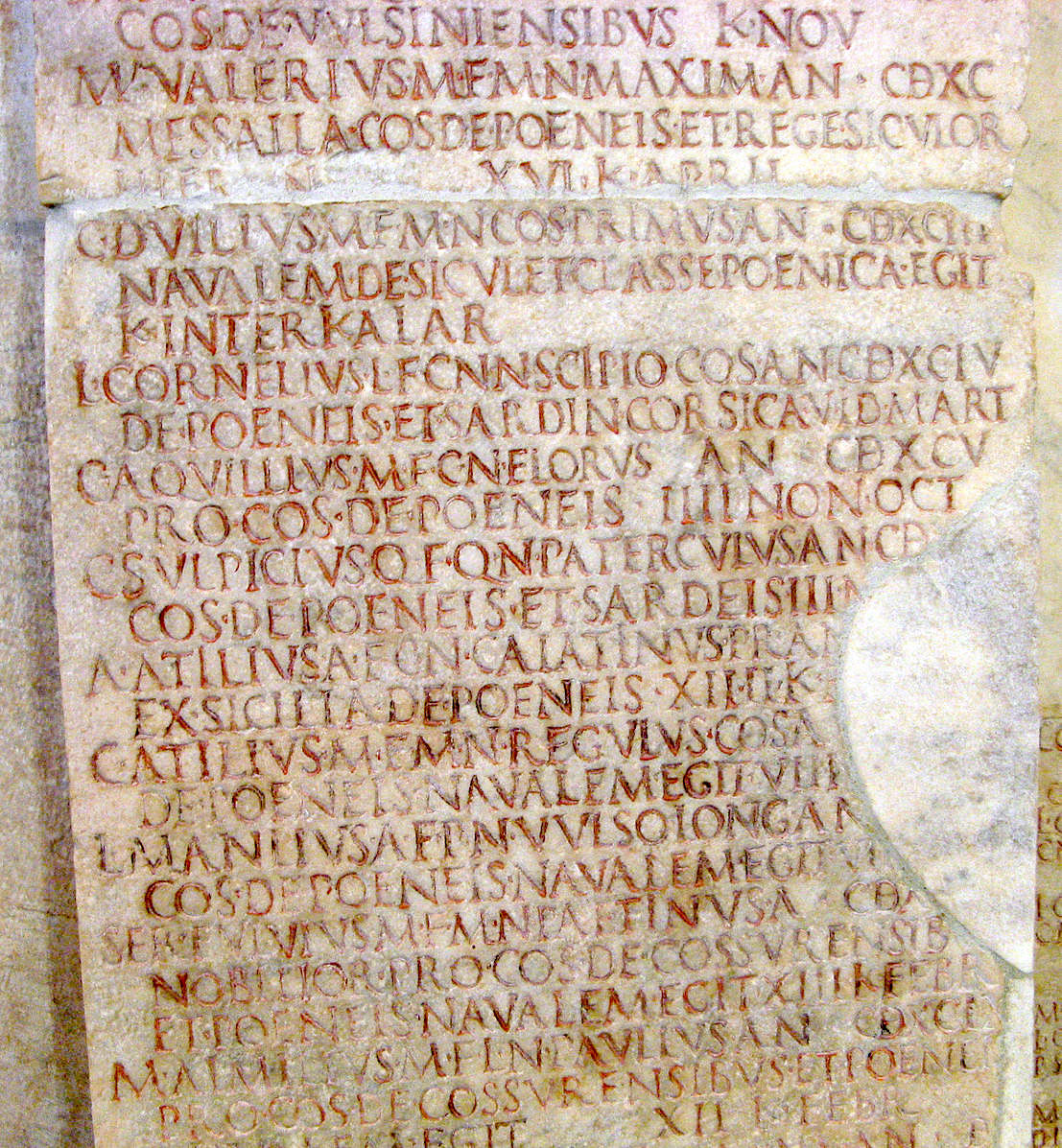
Ventesima parte dei Fasti triumphales, dove sono ricordate le vittorie nella prima guerra punica.

Nel 503 a.C. due città latine, Pomezia e Cora, secondo Livio colonie di Roma, si ribellarono contro Roma. Vennero aiutate dalla tribù meridionale degli Aurunci. Livio dice che un esercito romano guidato dai consoli Agrippa Menenio Lanato e Publio Postumio Tuberto si scontrarono con i nemici al confine e fu vittorioso, dopo di che Tito Livio narra che la guerra si restrinse a Pomezia. Livio dice che molti prigionieri nemici furono uccisi da ogni lato. Lo storico dice anche che i consoli celebrarono un trionfo, ma i Fasti triumphales registrano che un'ovazione venne celebrata da Postumio e un trionfo da Menenio, entrambi sui Sabini.
L'anno successivo furono consoli Opitero Verginio Tricosto e Spurio Cassio Vecellino. Livio dice che tentarono di conquistare Pomezia con un combattimento, ma poi fecero ricorso ad un assedio. Tuttavia gli Aurunci eseguirono con successo una sortita, distruggendo le macchine d'assedio, ferendo molti e quasi uccidendo uno dei consoli. I Romani si ritirarono a Roma, reclutarono truppe aggiuntive e tornarono a Pomezia. Ricostruirono le macchine d'assedio e quando stavano per conquistare la città, gli abitanti di quella si arresero. I capi aurunci furono decapitati, gli abitanti della città venduti come schiavi, e Pomezia stessa fu rasa al suolo e il terreno venne venduto. Livio dice che i consoli celebrarono un trionfo a seguito della vittoria. I Fasti triumphales ricordano un solo trionfo, di Cassio (probabilmente sui Sabini, anche se l'iscrizione non è chiara).

### La battaglia del lago Regillo ed ilFoedus Cassianum
Nel 501 a.C. giunse a Roma la notizia che trenta città latine si erano unite in una lega contro Roma su iniziativa di Ottavio Mamilio di Tusculum. A causa di ciò (e anche per una disputa con i Sabini), Tito Larcio venne nominato primo dittatore di Roma, con Spurio Cassio come magister equitum.
Tuttavia la guerra con i Latini si sviluppò almeno dopo due anni, nel 499 a.C., o nel 496 a.C. In un primo momento Fidenae fu assediata (anche se non è chiaro da chi), Crustumerio fu conquistata (anche qui l'identità del vincitore è incerta) e Palestrina, città romana, disertò. Aulo Postumio Albo Regillense fu nominato dittatore e Tito Ebuzio Helva magister equitum. Marciarono con l'esercito romano nel territorio latino e riportarono un'importante vittoria nella battaglia del lago Regillo.
Poco dopo, nel 495 a.C., i Latini respinsero le proposte dei Volsci ad unirsi a loro per attaccare Roma e si spinsero a tal punto da consegnare gli ambasciatori Volsci a Roma. Il Senato romano, in segno di gratitudine, concesse la libertà a 6 000 prigionieri latini e in cambio i Latini donarono una corona d'oro al tempio di Giove Ottimo Massimo a Roma. Si formò una grande folla, tra cui c'erano i prigionieri liberati latini, che ringraziò i suoi rapitori. Come conseguenza di questo evento vennero stretti grandi legami di amicizia tra i Romani e i Latini.
I latini avvertirono Roma anche dell'invasione Volsca avvenuta poco dopo, nello stesso anno: un gruppo di cavalieri latini cavalcò verso Roma per avvertire che un esercito nemico si avvicinava alla città.
Nel 493 si raggiunse un trattato, il Foedus Cassianum, che stabilì un'alleanza militare reciproca tra le città latine con a capo Roma. Un secondo popolo, gli Ernici, aderì all'alleanza qualche tempo dopo. Mentre i meccanismi precisi della Lega Latina rimangono incerti, il suo scopo generale sembra chiaro. Nel corso del V secolo i Latini vennero minacciati da un'invasione di Equi e Volsci, riconducibile ad una vasta migrazione di popoli Sabellici dall'Appennino alle pianure. Diverse comunità latine che abitavano ai margini della Lega furono invase, e le fonti antiche registrano che si lottò contro sia gli Equi che i Volsci, o addirittura contro entrambi quasi ogni anno durante la prima metà V secolo. Questa guerra sarebbe stata caratterizzata da incursioni e attacchi a sorpresa piuttosto che dalle battaglie descritte dalle fonti antiche.

### Rottura della Lega Latina
Nel 390 un gruppo di guerrieri gallici prima sconfisse l'esercito romano nella battaglia del fiume Allia e poi saccheggiò Roma. Secondo Livio i Latini e gli Ernici (mentre secondo Plutarco furono solo i Latini), dopo cento anni di amicizia con Roma, colsero l'occasione, nel 389, per annullare il loro trattato con Roma. Nel suo racconto degli anni che seguirono Livio descrive un costante deterioramento delle relazioni tra Roma ed i Latini. Nel 387 la questione delle relazioni con i Latini e gli Ernici venne portata in Senato, ma fu tralasciata quando giunse a Roma la notizia che l'Etruria era in armi. Nel 386 l'esercito di Anzio invase il territorio Pontino e a Roma si venne a sapere che i Latini avevano inviato dei guerrieri per assisterli. I Latini affermarono di non aver aiutato gli Anziati, ma non avevano proibito ai singoli di compiere volontariamente tale servizio.

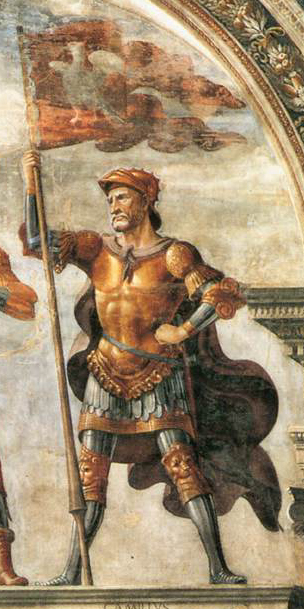
Domenico Ghirlandaio, Furio Camillo (1482-1484), Palazzo Vecchio, Firenze

Un esercito romano comandato da Marco Furio Camillo e Publio Valerio Potito Publicola si scontrò con gli Anziati a Satricum. Oltre a forze provenienti dai Volsci, gli Anziati portarono sul campo un gran numero di Latini ed Ernici. Nella battaglia che seguì i Romani vinsero e i Volsci furono uccisi in massa. I Latini e gli Ernici ormai avevano abbandonato i Volsci e Satricum cadde in mano a Camillo. I Romani chiesero ai Latini e agli Ernici il motivo per cui nelle guerre degli anni precedenti non avevano fornito alcun contingente. Essi affermarono di non aver potuto fornire truppe per paura di incursioni da parte dei Volsci. Il Senato romano reputò insufficiente questa affermazione, ma pensò che i tempi non fossero favorevoli per la guerra.
Nel 385 i Romani nominarono dittatore Aulo Cornelio Cosso per gestire la guerra con i Volsci. Il dittatore marciò con il suo esercito in territorio Pontino che sapeva essere invaso dai Volsci. L'esercito di questi fu nuovamente incrementato con forze dei Latini e degli Ernici, oltre a dei contingenti provenienti dalle colonie romane di Circeo e Velletri, e nella battaglia che seguì i Romani riportarono un'altra vittoria. La maggior parte dei prigionieri catturati erano Ernici e Latini, compresi degli uomini di alto rango che i Romani ottennero come prova del fatto che i loro popoli stavano formalmente assistendo i Volsci.
Tuttavia la sedizione di Marco Manlio Capitolino impedì a Roma di dichiarare guerra ai Latini. Questi, gli Ernici e i coloni di Circeo e Velletri cercarono di convincere i Romani a rilasciare alcuni dei loro connazionali che erano stati fatti prigionieri, ma le richieste furono rifiutate. Nello stesso anno Satricum fu colonizzata con 2000 cittadini romani, ciascuno dei quali ricevette due iugeri e mezzo di terra.
Alcuni storici moderni hanno messo in dubbio la ribellione dei Latini a Roma, come raccontata da Tito Livio. Cornell (1995) ritiene che non vi fu alcuna insurrezione armata dei Latini, ma che, invece, l'alleanza militare tra Roma e le altre città latine fu trascurata fino a scomparire. Nei decenni precedenti Roma era cresciuta notevolmente in quanto a potenza, soprattutto con la conquista di Veio, e i Romani avrebbero potuto ora avere maggiore libertà d'azione rispetto agli obblighi dell'alleanza. Inoltre sembra che molte città latine siano rimaste alleate con Roma, e sulla base di eventi successivi possiamo affermare che i centri fedeli a Roma furono almeno Tusculum e Lanuvium, a cui Cornell aggiunge Ariccia, Lavinium ed Ardea. Le colonie di Circeo e Velletri rimasero presumibilmente in parte abitate dai Volsci, il che aiuta a spiegare la loro ribellione, ma questi due insediamenti vennero colpiti maggiormente da Roma nelle sue campagne nella regione Pontina.
La divisione tra i Latini è sostenuta anche da Oakley (1997) che accetta sostanzialmente l'analisi di Cornell. La costante fedeltà di Ardea, Ariccia, Gabio, Labico, Lanuvium e Lavinium aiuterebbe a spiegare come gli eserciti romani avrebbero potuto operare nella regione Pontina. Nei loro scritti sul primo periodo della Repubblica Romana Livio e Dionigi di Alicarnasso spesso dicono che alcuni uomini provenienti da Stati formalmente in pace con Roma combattevano negli eserciti dei nemici di Roma a titolo privato. Anche se questa situazione potrebbe davvero avvicinarsi alle guerre italiche di quell'epoca, sembra che Livio qui la utilizzi più come un motivo letterario per portare continuità alla sua narrazione degli anni intorno al 380.

### Guerra tra Roma e Palestrina
Qualche anno prima del 380 a.C. Palestrina emerse come la principale città latina in opposizione a Roma. In termini di territorio Palestrina era la terza città più grande del Lazio, ma tra il 499 e il 383 questa è del tutto assente nelle fonti e gran parte dei combattimenti contro gli Equi da parte di Roma e della Lega Latina sembrano aver avuto luogo a sud del suo territorio. Gli storici moderni hanno quindi pensato che Palestrina fosse stata invasa o che almeno fosse venuta ad un accordo con gli Equi. In questo caso Palestrina non sarebbe stata nella Lega Latina per la maggior parte del V secolo. La fine della minaccia degli Equi a partire dai primi anni del IV secolo lasciò libera Palestrina di muoversi contro Roma.

#### Scoppio della guerra
Livio registra che nel 383 a.C. Lanuvium, che era fino ad allora stata fedele a Roma, si ribellò. A Roma, su consiglio del Senato, le tribù dichiararono guerra all'unanimità a Velletri, dopo che cinque commissari erano stati nominati per distribuire il territorio pontino e tre per stabilire una colonia a Nepi. Tuttavia a Roma ci fu una pestilenza per tutto l'anno e non venne intrapresa nessuna campagna. Tra i ribelli una fazione era a favore della pace con Roma e della richiesta di perdono, ma i sostenitori della guerra continuarono a mantenere il favore della popolazione e venne effettuata una rapida azione militare nel territorio romano, ponendo fine a tutti i discorsi di pace. Si sparse anche la voce che Palestrina si fosse ribellata e che le popolazioni di Tuscolo, Gabio e Labico si lamentavano che i loro territori erano stati invasi, ma il Senato romano si rifiutò di credere a queste informazioni.

#### Prima spedizione contro Palestrina
Nel 382 i tribuni consolari Spurio e Lucio Papirio Crasso marciarono contro Velletri, mentre i loro colleghi vennero lasciati a difendere Roma. I Romani sconfissero l'esercito dei nemici, che comprendeva un gran numero di truppe ausiliarie Prenestine, ma evitarono di assalire la città, dubitando che un attacco avrebbe avuto successo e non volendo distruggere la colonia. Sulla base della relazione dei tribuni, Roma dichiarò guerra a Palestrina.
Tra tutte le antiche città latine Lanuvium era la più vicina alla pianura pontina, non è quindi una cosa strana che essa si fosse allora unita alla lotta contro Roma. Negli scritti di Livio sono comuni le narrazioni di guerre sul punto di scoppiare, ma di dubbia storicità; tali informazioni sarebbero state invenzioni di chi scriveva gli Annali, per cercare di rendere le loro narrazioni più avvincenti. Tuttavia alcune di esse possono essere basate su registrazioni autentiche, come potrebbe essere accaduto in questo caso, nella rappresentazione di un tentativo da parte di Palestrina di conquistare le città latine ancora fedeli a Roma. Anche se i dettagli forniti da Tito Livio sulla campagna del 382 sono plausibili, i documenti originali probabilmente registravano solo che si stesse combattendo contro Palestrina e Velletri.

#### Battaglia tra Romani e Volsci
Livio e Plutarco danno narrazioni parallele per il 381 a.C.: in quell'anno si dice che i Volsci e i Prenestrini abbiano unito le loro forze e, secondo Livio, preso d'assalto con successo la colonia romana di Satricum. In risposta i Romani elessero Marco Furio Camillo come tribuno consolare per la sesta volta. A Camillo venne assegnata la guerra contro i Volsci con un apposito decreto senatoriale. Il suo collega Lucio Furio Medullino Fuso fu scelto da molti per essere il suo compagno in questa impresa. Ci sono alcune differenze tra le narrazioni di Livio e Plutarco riguardo alla campagna che seguì.
Secondo Livio i tribuni uscirono dalla Porta dell'Esquilino per Satricum con un esercito di quattro legioni, ciascuna composta da 4000 uomini. A Satricum si scontrarono con un esercito notevolmente superiore numericamente ed agguerrito. Camillo però si rifiutò di combattere con il nemico direttamente, cercando invece di protrarre la guerra. Questo esasperò il suo collega, Lucio Furio, che sosteneva che Camillo era diventato troppo vecchio e lento e ben presto, con queste motivazioni, ottenne il favore dell'intero esercito. Mentre il suo collega si preparava per la battaglia, Camillo costituì una forte riserva ed attese l'esito della battaglia. I Volsci iniziarono a ritirarsi subito dopo l'inizio della battaglia, e, come avevano previsto, i Romani li inseguirono salendo verso il loro campo. Qui i nemici avevano posto diverse divisioni di riserva e queste entrarono nella battaglia. Per la difficoltà del combattimento in salita contro un avversario in superiorità numerica, i Romani cominciarono a fuggire. Tuttavia Camillo portò le riserve e radunò i soldati in fuga esortandoli a mantenere la loro posizione. Con la vacillante fanteria, la cavalleria romana, ora guidata da Lucio Furio, smontò da cavallo e attaccò il nemico a piedi. I Volsci furono sconfitti e fuggirono in preda al panico, mentre anche il loro campo venne conquistato. Un gran numero di Volsci venne ucciso e un numero ancora maggiore venne fatto prigioniero.
Secondo Plutarco Camillo, malato, era in attesa al campo, mentre il suo collega si scontrava con il nemico. Quando l'anziano condottiero sentì che i Romani erano in fuga, balzò dal suo letto, radunò i soldati e bloccò l'inseguimento dei nemici. Poi il secondo giorno Camillo portò in campo le sue forze, sconfisse il nemico in battaglia e catturò il suo accampamento. Camillo poi apprese che Satricum era stata conquistata dagli Etruschi e che tutti i coloni romani presenti erano stati uccisi. Mandò il grosso delle sue forze di nuovo a Roma, mentre lui e gli uomini più giovani piombarono sugli Etruschi e li cacciarono da Satricum.

#### Considerazioni
Delle due versioni di questa battaglia che sono state conservate, il racconto di Plutarco è ritenuto essere più vicino agli Annali che quello di Tito Livio. In particolare Livio presenta un quadro più nobile di Camillo rispetto a Plutarco e restringe tutti i combattimenti ad un giorno solo piuttosto che due. È abbastanza credibile che i Prenestini si riunirono con i Volsci a Satricum e che là furono sconfitti da Camillo, tuttavia la maggior parte, se non tutti i dettagli che circondano la battaglia, tra cui la presunta lite tra Camillo e Medullino, sono oggi considerate invenzioni successive. Soprattutto la grandezza della battaglia e la vittoria romana sono state enormemente esagerate.

### Annessione di Tusculum
Dopo aver descritto la vittoria di Camillo contro i Volsci, Livio e Plutarco si concentrano su di un conflitto con Tusculum. Secondo Livio, Camillo trovò dei Tusculani tra i prigionieri catturati nella battaglia contro i Volsci, quindi li portò a Roma e, dopo che i prigionieri furono controllati, venne dichiarata guerra a Tusculum. Secondo Plutarco Camillo era appena tornato a Roma con il bottino quando gli fu riferito che i Tusculani stavano per ribellarsi. La guerra venne affidata a Camillo, che scelse Lucio Furio come suo collega. Tusculum però non oppose alcuna resistenza e quando Camillo entrò in città trovò che tutto si svolgeva nella normalità, come se non ci fosse la guerra. Camillo ordinò ai più importanti uomini di Tusculum di andare a Roma e di perorare la loro causa. Fecero questo con il dittatore di Tusculum come portavoce. I Romani concessero a Tusculum la pace e, poco tempo dopo, la piena cittadinanza. Nel 381 Tusculum era quasi totalmente circondata dal territorio romano e la sua annessione fu un'azione logica per Roma. Oltre ad aumentare il territorio romano e la popolazione attiva, questa portò l'ulteriore vantaggio di separare Tivoli e Palestrina dalle città sui colli Albani. Tusculum divenne il primo municipium romano, una comunità autonoma di cittadini romani.

#### Considerazioni
Alcuni storici moderni sostengono che questo episodio è inventato o è una conseguenza di eventi successivi. Cornell (1995) Oakley (1998) e Forsythe (2005) considerano l'annessione di Tusculum nel 381 come evento storico. Tito Livio ed altri autori successivi descrivono l'annessione di Tusculum come un atto benevolo, ma questo punto di vista riflette maggiormente i loro tempi (I secolo d.C. e oltre), quando la cittadinanza romana era molto ricercata. Nel IV secolo, quando le città latine lottavano per mantenere la loro indipendenza da Roma, questo gesto sarebbe stato visto come un atto aggressivo. Eventi successivi rivelano che Tusculum non era ancora saldamente in mani romane, anche dopo l'annessione formale. In epoca romana i più alti magistrati di Tusculum avevano il titolo di edili, ma è possibile, come sostiene Livio, che nel 381 Tusculum fosse governata da un dittatore.

### Dittatura di Tito Quinzio Cincinnato

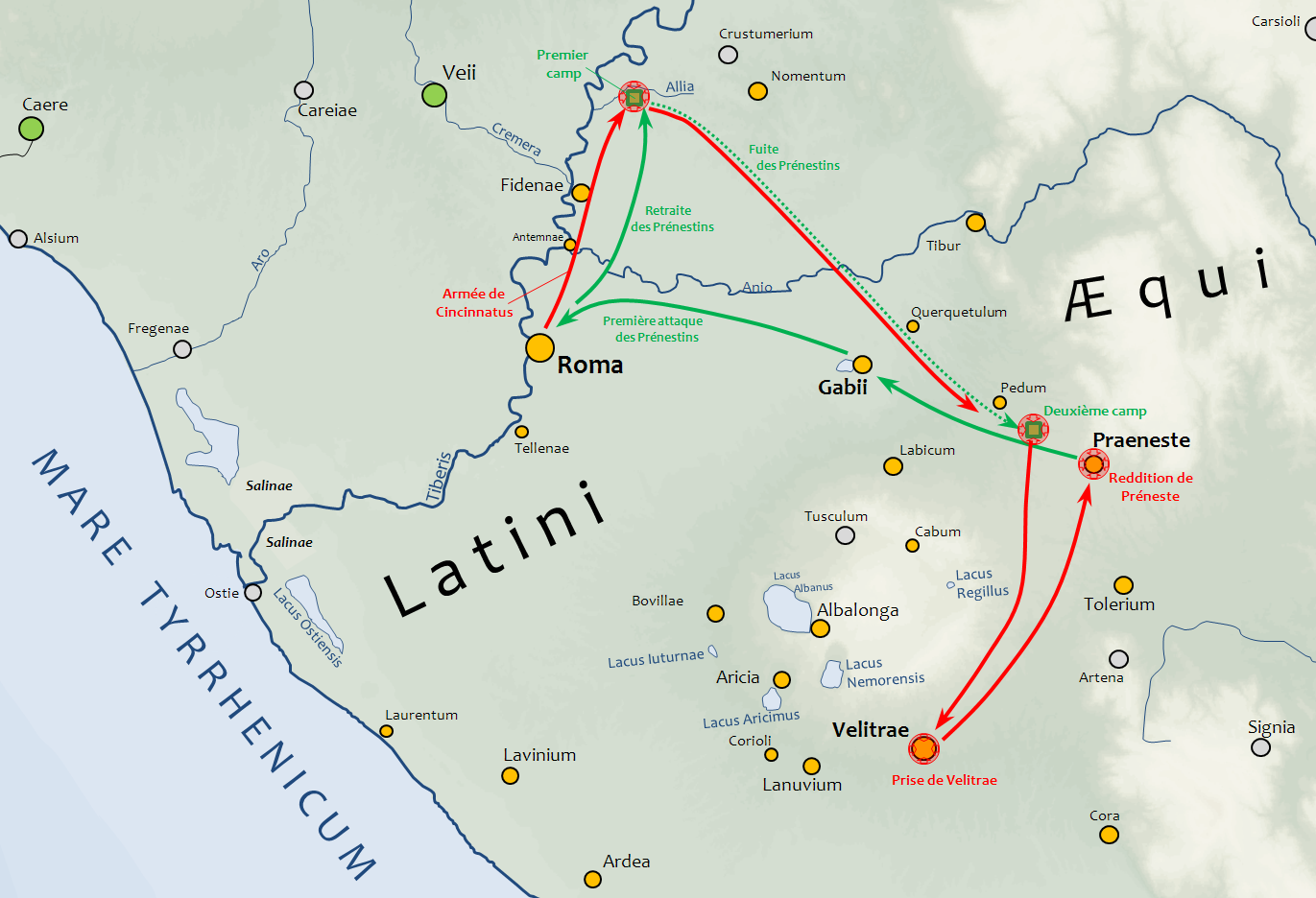
La campagna condotta nel 380 a.C. da Tito Quinzio Cincinnato Capitolino contro Palestrina e Velletri.

Livio fornisce l'unico resoconto completo del 380 a.C.. Dopo un censimento fallito a Roma, i tribuni plebei iniziarono delle agitazioni popolari per la riduzione dei debiti e ostacolarono la formazione di legioni fresche per la guerra contro Palestrina. Nemmeno la notizia che i Prenestini erano avanzati nella zona di Gabii fece desistere i tribuni. Saputo che l'esercito di Roma non era pronto per lo scontro, l'esercito dei Prenestini si spinse fino a porta Collina. Allarmati, i Romani nominarono Tito Quinzio Cincinnato Capitolino dittatore insieme ad Aulo Sempronio Atratino come magister equitum e costituirono l'esercito.

#### Sconfitta di Palestrina
I Prenestini si ritirarono vicino al fiume Allia, dove si accamparono sperando che i Romani venissero intimoriti dai ricordi della loro sconfitta precedente, inflitta dai Galli. I Romani invece si ricordarono delle loro precedenti vittorie contro i Latini e fecero di tutto per cancellare la sconfitta precedente. Il dittatore ordinò a Sempronio Atratino di caricare il centro dello schieramento dei Prenestini con la cavalleria, quindi il dittatore avrebbe attaccato il nemico, ormai sbaragliato, con le legioni. I Prenestini ruppero gli schieramenti già alla prima carica. Nel panico abbandonarono il loro accampamento e la loro fuga non si fermò fino a quando furono in vista di Palestrina. Però i Prenestini non volevano abbandonare così la campagna contro i Romani, quindi si stabilirono in un secondo campo, ma con l'arrivo dei Romani anche questo venne abbandonato e i Prenestini si ritirarono dentro le mura della loro città. I Romani dapprima conquistarono otto città sotto l'influenza di Palestrina, poi marciarono verso Velletri, che venne assalita. Quando l'esercito romano arrivò davanti a Palestrina, i suoi abitanti si arresero. Dopo aver sconfitto il nemico in battaglia e catturato due accampamenti e nove città, Tito Quinzio tornò a Roma in trionfo, portando con sé da Palestrina una statua di Giove Imperatore. Questa statua fu posta in Campidoglio nel santuario di Giove e Minerva con la scritta "Giove e tutti gli dei permisero che il dittatore Tito Quinzio catturasse nove città". Tito Quinzio si dimise dalla sua carica il ventesimo giorno dopo la nomina.

#### Considerazioni
Altri storici antichi scrivono invece che le nove città vennero conquistate in nove giorni, e Festo sostiene che quando Quinzio prese Palestrina il decimo giorno dedicò alla vittoria una corona d'oro di più di due libbre. Diodoro Siculo registra anche una vittoria romana in una battaglia contro i Prenestini nello stesso anno, ma non fornisce alcun dettaglio. Secondo Livio, l'anno successivo, il 379 a.C., i Prenestini ripresero le ostilità istigando rivolte tra i Latini, ma a parte questa breve nota Palestrina non è più menzionata nelle fonti fino al 358.
Gli storici moderni accettano generalmente il contenuto del racconto di Livio sulla dittatura di Tito Quinzio e sulla sua datazione al 380, così come il fatto della conquista di nove città che facevano capo a Palestrina e della richiesta di pace da parte dei Prenestini. Oakley ritiene inoltre che la vittoria di Quinzio nella battaglia campale sia un fatto accaduto realmente e forse anche la conquista di Velletri, anche se non risulta nessuna guerra contro questa città fino al 369, ma anche quest'ultimo dato, d'altronde, potrebbe essere un'invenzione successiva.
Tuttavia il fatto che i Prenestini marciarono su Roma passando per Gabii e la collocazione della battaglia vicino all'Allia sono di molto dubbia storicità. Per quanto riguarda le discrepanze tra Livio e Festo, Oakley ritiene che Festo, pur sbagliando nel sostenere che Palestrina venne presa d'assalto, dice la verità riguardo al fatto che Tito Quinzio dedicò alla vittoria una corona, piuttosto di portare, come dice Livio, una statua da Palestrina. Invece si racconta che Tito Quinzio Flaminino abbia portato una statua di Giove dalla Macedonia dopo le sue vittorie nella seconda guerra macedonica due secoli più tardi, quindi probabilmente questi due eventi sono stati confusi. Questo punto di vista è accettato da Forsythe. Egli considera che l'iscrizione di Tito Quinzio Cincinnato sia all'origine della più famosa, ma secondo Forsythe inventata, storia della dittatura di Lucio Quinzio Cincinnato e della vittoria contro gli Equi nel 458 a.C.

### Distruzione di Satricum
Secondo Livio nel 377 a.C. Volsci e Latini unirono le loro forze presso Satricum. L'esercito romano, comandato dai tribuni consolari Publio Valerio Potito Publicola e Lucio Emilio Mamercino, marciò contro di loro. La battaglia che seguì fu interrotta il primo giorno da un temporale. Nella seconda giornata i Latini tennero testa ai Romani per un po', conoscendo la loro tattica, ma una carica di cavalleria spezzò le loro file e quando la fanteria romana tornò con un nuovo attacco furono sconfitti. I Volsci e i Latini si ritirarono prima a Satricum e poi ad Anzio. I Romani li seguirono, ma non avevano l'attrezzatura per assediare Anzio. Dopo una discussione sull'opportunità di continuare la guerra o di stringere una pace, le forze latine se ne andarono e gli Anziati si arresero ai Romani. Nella furia i Latini diedero fuoco a Satricum e bruciarono la parte bassa dell'intera città, tranne il tempio della Mater Matuta – si dice che una voce proveniente dal tempio abbia minacciato di un castigo terribile se il fuoco non fosse stato tenuto lontano dal santuario. Più avanti i Latini attaccarono Tusculum. Colta di sorpresa, tutta la città cadde, tranne la cittadella. Un esercito romano sotto i tribuni consolari Lucio Quinzio Cincinnato e Servio Sulpicio Rufo marciò in aiuto dei Tusculani. I Latini tentarono di difendere le mura, ma stretti tra i Romani e i difensori di Tusculum, nella cittadella, furono tutti uccisi.

#### Considerazioni
Tuttavia Livio narra di un incendio di Satricum, ad eccezione del tempio di Mater Matuta, nel 346, questa volta da parte dei Romani. Gli storici moderni concordano sul fatto che questo doppio incendio di Satricum sia nel 377 che nel 346 siano una ripetizione. Beloch, credendo che i Romani non avrebbero registrato un attacco latino su Satricum, considera l'incendio del 377 un fatto precedente agli eventi del 346. Oakley invece è del parere opposto, ritenendo che gli storici antichi avevano meno probabilità di inventare la distruzione dei Latini piuttosto che l'incendio da parte dei Romani. Anche se il fatto che il tempio si sia miracolosamente salvato per due volte è considerato una ripetizione, non ne consegue automaticamente che Satricum, fortemente contestata, non possa essere stata catturata sia nel 377 che nel 346. L'irritazione dei Latini dovuta all'annessione di Tusculum a Roma potrebbe spiegare che essi abbiano agito anche a sostegno della rivolta anti-romana.

### Guerra tra Roma e Tivoli
Tivoli era una delle più grandi città latine, ma questo è scarsamente attestato nelle fonti. Come Palestrina, Tivoli potrebbe quindi essere stata invasa o dissociata dalla Lega Latina dagli Equi nel V secolo. Livio racconta poi di una lunga guerra tra Roma e Tivoli durata dal 361 al 354: due trionfi collegati a questa guerra sono registrati nei Fasti triumphales. Da uno scritto di Diodoro Siculo, sembra che anche Palestrina fosse in guerra con Roma in quel periodo di tempo, ma oltre alle pagine relative all'invasione gallica del 358 questa città non è più menzionata nell'opera di Tito Livio riguardante questo periodo.

#### Alleanza tra Tivoli e i Galli
Secondo Tito Livio la causa immediata di questa guerra è da cercare nel 361 a.C., quando i Tiburtini chiusero le porte della loro città ad un esercito romano di ritorno da una campagna contro gli Ernici. C'erano state numerose lamentele da ambo le parti ed i Romani decisero che avrebbero dichiarato guerra ai Tiburtini se i Feziali non fossero riusciti ad ottenere un risarcimento. Nello stesso anno ci fu un'invasione del territorio romano da parte di un esercito di Galli. Dopo essere stati sconfitti dai Romani, questi si spostarono nella zona di Tivoli, dove i Galli ed i Tiburtini strinsero un'alleanza. Dopo essersi rifocillati presso i Tiburtini, i Galli si spostarono in Campania.
L'anno successivo, il 360 a.C., il console Gaio Petelio (il cui cognomen è Balbo secondo Tito Livio, Libone Visolo secondo altri) guidò un esercito contro Tivoli. Tuttavia i Galli tornarono dalla Campania e depredarono i territori di Labico e di Tusculum, sotto il comando dei Tiburtini. Per contro i Romani nominarono Quinto Servilio Ahala dittatore. Questo sconfisse i Galli in una battaglia nei pressi di Porta Collina. I Galli fuggirono verso Tivoli, ma vennero intercettati dal console. Una sortita tiburtina, nel tentativo di aiutare gli alleati, fallì, e sia i Tiburtini sia i Galli vennero condotti all'interno delle porte. Il dittatore elogiò i consoli e terminò il suo incarico. Petelio festeggiò una doppia vittoria sui Galli e sui Tiburtini, ma questi sminuirono la conquista dei Romani. I Fasti triumphales registrano che Gaio Petelio Libone Visolo, console, celebrò un trionfo su Galli e Tiburtini il 29 luglio.
Secondo Livio nel 359 i Tiburtini marciarono nottetempo contro Roma. I Romani furono dapprima allarmati, ma quando la luce rivelò che le forze nemiche erano molto ridotte, i consoli attaccarono da due porte distinte ed i Tiburtini furono sbaragliati.
Ci sono alcune incongruenze sulla causa della guerra tra Roma e Tivoli, e gran parte dei dettagli su questi anni sono probabilmente inventati. La storicità di questa guerra gallica è di per sé un po' dubbia; questo, insieme al fatto che gli autori antichi assegnino il trionfo al console, ha portato dubbi sulla storicità della dittatura Servilio.

#### Ricostituzione della Lega Latina
Nel 358 a.C. il Lazio fu nuovamente minacciato da un'invasione da parte dei Galli. Livio scrive che i Romani concessero un nuovo trattato ai Latini su richiesta di questi. I Latini inviarono un forte contingente per combattere contro i Galli, che raggiunse Palestrina e si stabilì nella zona intorno a Pedum, secondo l'indicazione del precedente trattato, che per molti anni non era stata rispettata. Sotto la guida del dittatore romano Gaio Sulpicio Petico l'esercito romano-latino sconfisse i Galli. In quell'anno Roma costituì anche la tribù Pontina.
Non abbiamo alcuna informazione precisa che questi fossero Latini, o se fossero stati in guerra con Roma negli anni precedenti. Gli altri Stati latini non dovevano essere contenti della presenza romana ormai permanente nella regione Pontina, ma la gravità della minaccia gallica avrebbe fornito motivo di riallacciare la loro alleanza con Roma. Tuttavia Tivoli e Palestrina rimasero evidentemente ostili a Roma. Nessuno degli altri Stati latini è registrato come ostile a Roma e, presumibilmente, ognuno continuò a fornire contingenti anche dopo il 358 e questo potrebbe essere uno dei motivi che spiegano il maggiore ritmo di espansione romana tra il 350 e il 340 a.C.

#### Conclusione della guerra
Livio fornisce solo brevi dettagli degli ultimi anni di questa guerra. Nel 356 a.C. il console Marco Popilio Lenate guidò una spedizione contro i Tiburtini. Egli li spinse nella loro città e devastò i loro campi. Nel 355 a.C. i Romani conquistarono Empulum, località controllata da Tivoli, quasi senza combattimenti. Secondo alcuni degli scrittori consultati da Livio entrambi consoli, Gaio Sulpicio Petico e Marco Valerio Publicola, comandarono la spedizione contro i Tiburtini; secondo altri c'era solo Valerio mentre Sulpicio conduceva una campagna contro i Tarquiniesi. Poi, nel 354, i Romani catturarono Sassula, altra città sottoposta a Tivoli. Dopo questo i Tiburtini si arresero e la guerra venne portata a termine. Fu celebrato un trionfo contro i Tiburtini. I Fasti triumphales segnalano che Marco Fabio Ambusto, console, trionfò sui Tiburtini il 3 giugno. Diodoro Siculo scrive che Roma strinse la pace con Palestrina in quell'anno.
Questo è l'unico cenno storico su Empulum e Sassula, che devono essere stati piccoli centri situati nel territorio controllato da Tivoli, ma le loro posizioni precise sono sconosciute. Gli storici moderni considerano la conquista di tali luoghi probabilmente inventata, mentre potrebbero derivare da registrazioni pontificali delle città catturate. Anche se non tutti i combattimenti registrati in questa guerra sembrano essere stati importanti, Tivoli e Palestrina probabilmente erano logorate da continue guerre quando chiesero la pace nel 354. Di esse non ci sono più notizie fino allo scoppio della guerra latina, nel 340 a.C..

## Conseguenze
Con la guerra latina, i Latini ed i Volsci fecero un ultimo tentativo per liberarsi del dominio romano. Ancora una volta, però, Roma fu vittoriosa. Nel piano di pace che seguì, Roma annesse alcuni Stati a titolo definitivo, mentre altri rimasero autonomi; la Lega Latina inoltre venne sciolta. Invece gli Stati latini che erano rimasti furono legati a Roma da trattati bilaterali separati. I Campani, che si erano schierati con i Latini, furono organizzati come “civitas sine suffragio”, cioè veniva loro negato il diritto di voto, ma ottennero tutti i diritti e i doveri di un cittadino romano, tra cui quello del servizio militare. Questi accordi di pace divennero un modello per Roma da applicare agli altri Stati sconfitti successivamente.